# استان ارتفاعات جنوبی
ارتفاعات جنوبی یکی از استان های کشور پاپوآ گینه نو است. مر کز این استان مندی می باشد. طبق سرشماری رسمی پاپوآ گینه نو که در سال ۲۰۰۰ میلادی انجام گرفت ، کل جمعیت استان ارتفاعات جنوبی (البته پس از جدا شدن از استان هلا) ۳۶۰٬۳۱۸ نفر بود که در پهنه ای به وسعت ۱۵٬۱۰۰ کیلومتر مربع (۵٬۸۰۰ میل مربع) پراکنده شده بودند.

## تقسیمات
استان ارتفاعات جنوبی دارای ۵ منطقه است که هر منطقه دارای یک یا چند فرمانداری محلی است که در مجموع تعداد این فرمانداری های محلی به ۱۹ عدد می رسد. به منظور سهولت در امر سرشماری فرمانداری های محلی ، خود به چند بخش تقسیم شده اند.
| منطقه               | مرکز منطقه | نام فرمانداری محلی                   |
| ------------------- | ---------- | ------------------------------------ |
| منطقه یالیبو-پانگیا | یالیبو     | فرمانداری محلی روستایی پانگیا شرقی   |
| منطقه یالیبو-پانگیا | یالیبو     | فرمانداری محلی شهری یالیبو           |
| منطقه یالیبو-پانگیا | یالیبو     | فرمانداری محلی روستایی کوابی         |
| منطقه یالیبو-پانگیا | یالیبو     | فرمانداری محلی روستایی ویرو          |
| منطقه ایمبونگو      | ایمبونگو   | فرمانداری محلی روستایی آبگیر یالیبو  |
| منطقه ایمبونگو      | ایمبونگو   | فرمانداری محلی روستایی ایمبونگو      |
| منطقه ایمبونگو      | ایمبونگو   | فرمانداری محلی روستایی مندی سفلی     |
| منطقه کاگوآ-اراوه   | کاگوآ      | فرمانداری محلی روستایی اراوه         |
| منطقه کاگوآ-اراوه   | کاگوآ      | فرمانداری محلی روستایی کاگوآ         |
| منطقه کاگوآ-اراوه   | کاگوآ      | فرمانداری محلی روستایی کوآره         |
| منطقه مندی-مونیهو   | مندی       | فرمانداری محلی روستایی کارینتس       |
| منطقه مندی-مونیهو   | مندی       | فرمانداری محلی روستایی درهٔ لائی      |
| منطقه مندی-مونیهو   | مندی       | فرمانداری محلی شهری مندی             |
| منطقه مندی-مونیهو   | مندی       | فرمانداری محلی روستایی مندی علیا     |
| منطقه نیپا-کوتوبو   | نیپا       | فرمانداری محلی روستایی دریاچهٔ کوتوبو |
| منطقه نیپا-کوتوبو   | نیپا       | فرمانداری محلی روستایی کوه بوساوی    |
| منطقه نیپا-کوتوبو   | نیپا       | فرمانداری محلی روستایی فلات نمبی     |
| منطقه نیپا-کوتوبو   | نیپا       | فرمانداری محلی روستایی نیپا          |
| منطقه نیپا-کوتوبو   | نیپا       | فرمانداری محلی روستایی پوروما        |